# Chris Arreola
Cristobal Arreola (* 5. März 1981 in Los Angeles, Kalifornien, USA) ist ein US-amerikanischer Schwergewichtsboxer mexikanischer Herkunft.

## Amateurkarriere
Arreola wuchs in Los Angeles mit seinen fünf Geschwistern auf und fing mit dem Boxen an, als er acht Jahre alt war. Mit sechzehn hatte er bereits 200 Amateurboxkämpfe absolviert, verlor aber das Interesse am Sport und beendete seine Amateurkarriere. 2001, als er zwanzig wurde, kam er zum Boxen zurück, und nach nur drei Monaten Training gewann er das renommierte US-amerikanische „Golden-Gloves“-Amateurturnier im Halbschwergewicht. Dabei schlug er unter anderem Dallas Vargas, den Bruder des Olympiateilnehmers von 2004 (in der 91-kg-Klasse) Devin Vargas. Nachdem er für weitere zwei Jahre pausierte, versuchte er 2003, nochmals bei den Golden Gloves mitzumachen, verpasste aber den Anmeldeschluss für das Turnier. Dann fasste er den Entschluss, Profi zu werden.

## Profikarriere
Arreola wurde 2003 im Schwergewicht unter dem Kampfnamen The Nightmare (der Albtraum) Profi. Rückblickend sagte er: „Ich wusste nicht, dass ich eine Boxkarriere machen würde. Ich war mir nicht sicher, ob ich Profi werden sollte, und als ich es dann war, ging ich es zuerst gemütlich an. Aber dann fing ich an, meine Gegner auszuknocken, und dachte, ‘Hey, vielleicht kann ich mit dem etwas Geld verdienen‘.“
Man schenkte ihm zu Beginn seiner Karriere wenig Beachtung, da er doch vorwiegend obskure, unbekannte Aufbaugegner boxte. Obwohl er aus den niedrigeren Amateurklassen kommt, wog er um die 110 kg, ist also mittlerweile ein ausgewachsener Schwergewichtler. Er trainierte in Kalifornien unter anderem mit Wladimir Klitschko, Hasim Rahman und James Toney, der sich lobend über ihn äußerte. Erst 2006 wurden seine Aufbaugegner etwas anspruchsvoller; so besiegte er den Kubaner Damian Norris und Sedrick Fields, der im Jahr 2000 Shannon Briggs geschlagen hatte, jeweils vorzeitig.
Im November 2006 gelangte er in den Mittelpunkt des Interesses, als er seinen kalifornischen Rivalen, den zu diesem Zeitpunkt ebenfalls ungeschlagenen Damian Wills (damals 21-0-1, #39 der IWBR Rangliste), K. o. schlug. Für diesen Kampf reduzierte er sein Gewicht auf 104 kg und wirkte durchtrainierter. Latinoboxer gelten in den USA als besonders vermarktbar und sind im Schwergewicht überaus rar.
Im September 2007 gelang Arreola ein K.-o.-Sieg gegen den US-Amerikaner Thomas Hayes, der zu diesem Zeitpunkt erst einmal verloren hatte. Im Jahr 2008 besiegte er Cliff Couser und den bis dahin ungeschlagenen Chazz Witherspoon. Arreola gelang in diesem Kampf in der dritten Runde praktisch mit dem Rundenende ein Niederschlag. Bevor der Ringrichter allerdings den Kampf nach dem Anzählen des Gegners wieder freigeben konnte, betrat ein Sekundant Witherspoons den Ring. Daraufhin wurde Witherspoon durch den Ringrichter disqualifiziert, denn nach den Regeln dürfen sich während einer Runde nur die beiden Boxer und der Ringrichter im Ring befinden.
Am 29. November 2008 kämpfte er in Ontario gegen Travis Walker, der Arreola in der ersten Runde ausboxte und ihn in der zweiten Runde zum ersten Mal in seiner Karriere zu Boden schickte. Arreola fing sich wieder schnell und konnte den Kampf drehen, indem er Walker, in derselben Runde, zweimal zu Boden schlug. Anfang der dritten Runde gelang Arreola erneut einen Niederschlag, und der Ringrichter beendete den Kampf. Arreola gewann durch TKO.
Im Mandalay Bay Resort and Casino am Las Vegas Strip kämpfte er am 11. April 2009 gegen den 39-jährigen Veteranen Jameel McCline und knockte ihn in der vierten Runde aus. Mccline kam mit einem Gewicht von über 122 kg in den Ring und wurde nach einer Kombination, die aus einem Aufwärtshaken und einem rechten Cross bestand, von Arreola niedergeschlagen. Nach dem Niederschlag bemühte sich McCline kaum, aufzustehen, bevor der Ringrichter auf zehn gezählt hatte. Nachdem der britische Ex-Cruisergewichtsweltmeister David Haye einen Kampf gegen WBC-Weltmeister Vitali Klitschko abgesagt hatte, bekam Arreola am 26. September 2009 im Staples Center in Los Angeles die Chance, um den WBC-Weltmeistertitel gegen Klitschko zu boxen. In dem Kampf gelang es Arreola nur selten, nennenswerte Treffer zu erzielen, seinerseits musste er aber viele schwere Treffer einstecken, so dass der Ringrichter aufgrund des einseitigen Kampfverlaufs das Duell nach Ende der zehnten Runde zugunsten Klitschkos abbrach. Zwei Monate nach der Niederlage gegen Klitschko bestritt Chris Arreola in Atlantic City gegen Brian Minto seinen nächsten Kampf. Minto ging in der ersten Hälfte der vierten Runde zum ersten Mal zu Boden und wurde angezählt. Kurz vor Ende der Runde ging Minto dann zum zweiten Mal zu Boden. Diesmal brach der Ringrichter den Kampf ab, da Minto nicht in der Lage war weiterzukämpfen.
Anschließend boxte Arreola am 24. April 2010 in der südkalifornischen Stadt Ontario gegen den 2009 aus dem Cruisergewicht aufgestiegenen Polen Tomasz Adamek. Der etwa 15 kg leichtere und somit wesentlich agilere Adamek nutzte diesen Vorteil und konnte Arreola über zwölf Runden nach Punkten bezwingen. 2011 absolvierte Arreola daraufhin mehrere Aufbaukämpfe gegen Gegner, die in der Rangliste deutlich niedriger standen und konnte so sechs Siege für sich verbuchen.
Am 10. Mai 2014 trat Arreola gegen Bermane Stiverne zum Kampf um den WBC-Weltmeistertitel im Schwergewicht an, den er in der sechsten Runde durch K. o. verlor.
Am 16. Juli 2016 trat Arreola gegen Deontay Wilder zum Kampf um den WBC-Weltmeistertitel im Schwergewicht an. Er verlor durch Aufgabe in der achten Runde.